# Canton d'Aignan
Le canton d'Aignan est une ancienne division administrative française située dans le département du Gers et la région Midi-Pyrénées. Il a été supprimé en 2015 à la suite du redécoupage des cantons du département.

## Géographie
Ce canton était organisé autour d'Aignan dans l'arrondissement de Mirande. Son altitude variait de 101 m (Bouzon-Gellenave) à 247 m (Lupiac) pour une altitude moyenne de 189 m.

## Composition
Le canton d'Aignan regroupait treize communes et comptait 2 690 habitants (population municipale) au 1er janvier 2012.
| Communes                | Population (2012) | Code postal | Code Insee |
| ----------------------- | ----------------- | ----------- | ---------- |
| Aignan                  | 842               | 32290       | 32001      |
| Avéron-Bergelle         | 176               | 32290       | 32022      |
| Bouzon-Gellenave        | 167               | 32290       | 32063      |
| Castelnavet             | 155               | 32290       | 32081      |
| Fustérouau              | 114               | 32400       | 32135      |
| Loussous-Débat          | 56                | 32290       | 32218      |
| Lupiac                  | 312               | 32290       | 32219      |
| Margouët-Meymes         | 173               | 32290       | 32235      |
| Pouydraguin             | 136               | 32290       | 32325      |
| Sabazan                 | 135               | 32290       | 32354      |
| Saint-Pierre-d'Aubézies | 74                | 32290       | 32403      |
| Sarragachies            | 265               | 32400       | 32414      |
| Termes-d'Armagnac       | 215               | 32400       | 32443      |

## Histoire
Le canton est créé en 1790 à la suite des décrets de l'Assemblée nationale des 28 janvier et 4 mars 1790 portant création du département d'Armagnac puis du Gers. Il se compose initialement des communes d'Aignan, Auban, Avéron, Barcagnère, Baubeste, Benqué, Bergelle, Bouzon, Bouzonnet, Cahuzères, Estieux, Fromentas, Gellenave, Gignan, Guillamats, Lartigolle, Lartigue, Le Pin, Les Arroutis et Boulouch, Lespitalet, Loucournau, Loussous-Débat, Meymes, Mimort, Mimou, Pouydraguin, Pujos, Sabazan, Saint-Gô, Saint-Laurent, Saint-Pierre-d'Aubézies, Sarragachies, Serres, Touailles (procès-verbal arrêté le 18 mars 1790).
En avril 1791, les communes de Pujos et de Saint-Pierre-d'Aubézies quittent le canton d'Aignan pour rejoindre celui de Lupiac. À la même date, la commune de Gellenave quitte le canton d'Aignan pour rejoindre celui de Plaisance puis rejoint son canton d'origine en 1792. La commune de Loucamp quitte le canton de Nogaro pour rejoindre celui d'Aignan à la suite de la réunion de la commune à celle d'Aignan.

## Administration

### Conseillers généraux de 1833 à 2015
| Période | Période           | Identité                                         | Étiquette                               | Qualité |
| ------- | ----------------- | ------------------------------------------------ | --------------------------------------- | --- |
| 1833    | 1833 (démission)  | Paul Cyprien Daurensan                           |                                         | Avocat - Juge de paix du canton d'Aignan puis du Canton de Penne (Lot-et-Garonne)                                                                                          |
| 1833    | 1852              | Eugène Lamarque                                  |                                         | Propriétaire, maire de Sabazan (1832-1848) |
| 1852    | 1880 (décès)      | Bernard-Adolphe Granier de Cassagnac             | Majorité dynastique (Bonapartiste)      | Historien et journaliste Propriétaire du château de Couloumé Député (1852-1870, 1876-1880)                                                                                 |
| 1880    | 1897 (décès)      | Georges Granier de Cassagnac (fils du précédent) | « Appel au peuple » (Bonapartiste)      | Député (1880-1881) |
| 1897    | 1898              | Albert Lasserre-Dilhon                           | Conservateur                            | Maire de Lupiac |
| 1898    | 1904 (décès)      | Paul Granier de Cassagnac (frère du précédent)   | « Appel au peuple » puis Extrême droite | Journaliste Député (1876-1893 et 1898-1902) Maire de Couloumé-Mondebat |
| 1904    | 1910              | Albert Lasserre-Dilhon                           | Conservateur                            | Maire de Lupiac |
| 1910    | 1919              | Abel Gardey                                      | Rad.                                    | Avocat, Député (1914-1919), Sénateur (1924-1941) Ministre (1932 et 1933) Propriétaire à Margouët-Meymes et à Paris Elu en 1919 dans le Canton d'Auch-Nord                  |
| 1919    | 1928              | Victor-Octave Dousset                            | Rad.                                    | Médecin, maire d'Aignan |
| 1928    | 1929 (annulation) | Jean-Baptiste Noulens                            | Rad.ind.                                | Avocat, Maître des requêtes au Conseil d'État Député (1902-1919) Sénateur (1920-1924) Sous-secrétaire d'Etat (1910-1911) Ministre (1913-1914)                              |
| 1929    | 1934              | Gaston Jeancoux                                  | Rad.                                    | Instituteur, propriétaire à Lupiac |
| 1934    | 1940              | Jean-Léopold Castagnon                           | Rad.                                    | Maire de Margouët-Meymes (1908-1947) |
|         |                   |                                                  |                                         | |
| 1943    | 1945              | Abel Dumont (1878-1951)                          |                                         | Ancien Sous-Préfet de Saint-Malo Ancien chef de cabinet civil du Ministre de la Marine Président de la délégation spéciale d'Aignan Nommé conseiller départemental en 1943 |
|         |                   |                                                  |                                         | |
| 1945    | 1988              | Abel Sempé                                       | SFIO puis PS puis DVG                   | Viticulteur négociant, ancien conseiller d'arrondissement, ancien résistant Sénateur (1955-1989) Maire d'Aignan                                                            |
| 1988    | 2008              | Yves Rispat                                      | RPR puis UMP                            | Agriculteur Député (1993-1997) Sénateur (1998-2008) Président du Conseil général (1992-1998) Maire de Lupiac (1965-2014)                                                   |
| 2008    | 2015              | Marc Payros                                      | PS                                      | Agent d'assurances Ancien maire de Margouët-Meymes (1977-1995) Conseiller municipal d'Aignan                                                                               |

### Conseillers d'arrondissement (de 1833 à 1940)
| Période                                  | Période | Identité                    | Étiquette    | Qualité |
| ---------------------------------------- | ------- | --------------------------- | ------------ | --- |
| 1833                                     | 1839    | Barthélemy Barrieu          |              | Propriétaire, maire de Sarragachies                                                                         |
| 1839                                     | 1845    | Joseph André Lafargue       |              | Maire de Castelnavet                                                                                        |
| 1845                                     | 1848    | Eugène Milville (1798-1855) |              | Propriétaire à Fustérouau                                                                                   |
|                                          |         |                             |              | |
| 1883                                     |         | Paul-Émile Daurensan        | Bonapartiste | Licencié en droit, Aignan                                                                                   |
| av.1901                                  |         | Jules-Cyprien Broqué        | Républicain  | Maire d'Avéron-Bergelle                                                                                     |
|                                          |         |                             |              | |
| 1931                                     | 1937    | Paul Mathio                 | Radical      | Propriétaire à Lupiac                                                                                       |
| 1937                                     | 1940    | Abel Sempé                  | SFIO         | Viticulteur négociant, Sabazan                                                                              |
| 1940                                     |         |                             |              | Les conseils d'arrondissement ont été suspendus par la loi du 12 octobre 1940 et n'ont jamais été réactivés |
| Les données manquantes sont à compléter. |         |                             |              | |

## Démographie
| 1962  | 1968  | 1975  | 1982  | 1990  | 1999  | 2006  | 2011  | 2012  |
| ----- | ----- | ----- | ----- | ----- | ----- | ----- | ----- | ----- |
| 3 790 | 3 621 | 3 291 | 3 122 | 2 952 | 2 820 | 2 848 | 2 717 | 2 690 |